# Хексакоралије
Хексакоралије (лат. hexacorallia или zooantharia) су поткласа корала шестозрачне симетрије. Ово поткласа је бројнија и сложенија од октокоралија. Врсте из ове поткласе могу да живе у колонијама или солитарно (појединачно). Шестозрачна симетрија се огледа у присуству шест (или 6n) перастих пипака (тентакула) око усног отвора и шест пари потпуних септи (преграда) у гастроваскуларној дупљи (примарне септе). У гастроваскуларној дупљи се налази и 6n секундарних преграда.

## Унутрашња грађа
У унутрашњости тела шестозрачних корала смештена је сложена гастроваскуларна дупља. у њој се налази 6 пари примарних септи које срастају са ждрелом. Сем примарних септи постоје и секундарне септе. Телесни зид је, као код свих жарњака, изграђен од два слоја, ектодермиса и ендодермиса, између којих је пихтијаста мезоглеја. Хексакоралије у ждрелу најчешће имају две сифоноглифе (жлијеб са трепљама), мада могу имати и једну или ниједну сифоноглифу. Скелет је код ових организама спољашњи и изграђен је од кречњака, мада код неких скелет није развијен. Мишићни систем је добро развијен, а изграђен је од уздужних мишићних трака на септама, прстенастих мишићних трака око усног отвора и уздужних и попречних ћелија у гастродермису и епидермису. Нервни систем је дифузан, као код свих жарњака. Хексакоралије се размножавају полно и бесполно. Бесполно се размножавају попречном и уздужном деобом, као и ппљењем. Полни систем је код већине гонохористички (јединке су одвојених полова).

## Редови
Поткласа је подељена на више редова. Изумрли редови су означени са †.